# Szalóki Nagy-fertő
Szalóki Nagy-fertő este o arie protejată (arie specială de conservare — SAC, sit de importanță comunitară — SCI) din Ungaria întinsă pe o suprafață de 217,54 ha, integral pe uscat.

## Localizare
Centrul sitului Szalóki Nagy-fertő este situat la coordonatele 47°27′00″N 20°39′03″E / 47.45°N 20.650833°E.

## Înființare
Situl Szalóki Nagy-fertő a fost declarat sit de importanță comunitară în mai 2004 pentru a proteja 1 specie de plante și 3 specii de animale. Situl a fost protejat și ca arie specială de conservare în februarie 2010.

## Biodiversitate
Situată în ecoregiunea panonică, aria protejată conține 2 habitate naturale: Stepe și mlaștini sărate panonice, Pajiști stepice panonice pe loess.
La baza desemnării sitului se află mai multe specii protejate:
- plante (1): Cirsium brachycephalum
- amfibieni (2): buhai de baltă cu burta roșie (Bombina bombina), triton cu creastă dobrogean (Triturus dobrogicus)
- mamifere (1): dihor de stepă (Mustela eversmanii)